# Szató Miki
Szató Miki (佐藤 美貴; Hepburn: Miki Satō; Fukusima prefektúra, 1980. április 15. –) japán színésznő. A Bleach musical után vált ismertté, ahol Kucsiki Rukia szerepét játszotta.

## Szerepei
- Bleach Jump festa – Kucsiki Rukia
- Rock Musical BLEACH (2005) – Kucsiki Rukia
- Rock Musical BLEACH Saien (2006) – Kucsiki Rukia
- Rock Musical BLEACH The Dark of the Bleeding Moon (2006) – Kucsiki Rukia
- Rock Musical BLEACH Live Bankai Show Code 001 (2007) – Kucsiki Rukia
- Rock Musical BLEACH No Clouds in Blue Heavens (2007) – Kucsiki Rukia
- Rock Musical BLEACH THE ALL (2008) – Kucsiki Rukia
- Rock Musical BLEACH Live Bankai Show Code 002 (2008) – Kucsiki Rukia
- Rock Musical BLEACH Live Bankai Show Code 003 (2010) – Kucsiki Rukia
- Shinsei Rock Musical BLEACH 10th Anniversary Memorial Tour (2011) – Kucsiki Rukia
- Shinsei Rock Musical BLEACH REprise (2012) – Kucsiki Rukia

## Fordítás
- Ez a szócikk részben vagy egészben  a   Miki Satō című angol Wikipédia-szócikk ezen változatának fordításán alapul.  Az eredeti cikk szerkesztőit annak laptörténete sorolja fel. Ez a jelzés csupán a megfogalmazás eredetét és a szerzői jogokat jelzi, nem szolgál a cikkben szereplő információk forrásmegjelöléseként.